# Сандрогайлов, Дмитрий Владимирович
Дмитрий Владимирович Сандрогайлов (Пустой шаблон {{ВД-Преамбула}} ) — советский и российский хоккеист, нападающий.

## Биография
На юношеском уровне играл за команды «Двина» Новодвинск, «Беломорец» Северодвинск. С сезона 1985/86 — в воскресенском «Химике», в следующем сезоне играл за команду в высшей лиге. Играл за СКА МВО Калинин (1987/88 — 1988/89), «Станкостроитель» Рязань (1989/90), «Дизель» / «Дизелист» Пенза (1990/91 — 1991/92). В сезонах 1992/93 — 1993/94 — игрок команды МХЛ «Химик». В сезонах 1994/95 — 1995/96 выступал за бельгийский клуб «Фантомс Дёрне» Антверпен (по другим данным, был и в Дании). Играл за «Химик» (1996/97), «Вятич» Рязань (1997/98).